# Доверський демон
Доверський демон (англ. Dover Demon) — гуманоїдна істота, криптид, імовірно спостережувана біля Довера (Массачусетс) 1977 року. Назву тварині було дано письменником Лореном Коулменом.
Очевидці описували істоту як низькорослого (3 — 4 фути) гуманоїда «персикового кольору» з великою головою, на якій помітні лише два круглих світних ока. Шия, кінцівки та пальці істоти довгі та тонкі. Очевидці стверджували, що у істоти була шорстка шкіра, позбавлена волосся.

## Випадок з Б. Бартлеттом
Вночі 21 квітня 1977 року 17-річний Білл Бартлетт разом з двома друзями їхав автомашиною через Довер. Кілька секунд Бартлетт спостерігав приблизно за 20 футів від дороги великоголового гуманоїда, у світлі автомобільних фар. У істоти були очі, що світилися помаранчевим кольором.

## Випадок з Д.Бакстером
Менш ніж через 2 години після випадку з Б. Бартлеттом приблизно за милю від місця, де він їхав, 15-річний Джон Бакстер дорогою додому зауважив, що до нього наближається низькоросла великоголова істота. Джон окликнув істоту, і вона побігла від Джона у бік лісу. Пробігши за істотою 9 метрів, Джон побачив, як вона стояла, тримаючись руками за дерево. У істоти були очі, що світилися помаранчевим світлом. Поспостерігавши за істотою, Джон повернувся на дорогу.

## Випадок з В. Тейнором та Е. Бребхем
Близько півночі 22 квітня 1977 року 15-річна Еббі Бребхем та 18-річний Вілл Тейнор проїхали за декілька футів від істоти. Тейнор не встиг розгледіти істоту, але Еббі Бребхем докладно описала його як великоголового гуманоїда з великими зеленими очима.